# Livetune
Livetune es un grupo musical japonés dōjin formado en 2007. La banda consistía originalmente de dos miembros: Kz y Kajuki P, pero Kajuki P dejó el grupo en marzo de 2009. Livetune empezó usando el sintetizador Hatsune Miku para producir la voz de sus canciones, que luego subían a Nico Nico Douga. La popularidad de las canciones llevó al grupo a sacar un álbum independiente, Re:package, en el Comiket 73, en diciembre de 2007. Livetune hizo su debut principal con Victor Entertainment, con el lanzamiento profesional de su álbum Re:package en agosto de 2008, que contenía más canciones que el anterior. Le siguió un álbum de remixes en marzo de 2009 llamado Re:Mikus. El álbum contenía remixes de las canciones de Re:package. 
Livetune lanzó su primer sencillo, "Kocchi Muite Baby/Yellow" en julio de 2010. El sencillo es un sencillo split con Ryo, de Supercell. Kz compuso la canción "Irony", interpretada por ClariS. Dicha canción se usó como tema de apertura para la serie de anime Ore no Imōto ga Konna ni Kawaii Wake ga Nai.

## Miembros
- Kz (pronunciado "K-Zet") (música, letras)

Miembros antiguos
- Kajuki P (música, letras)

## Historia
Tras el lanzamiento del software sintetizador de voz Hatsune Miku (Vocaloid 2) el 31 de agosto de  2007, Kz subió una versión corta de la canción "Packaged" en el sitio web Nico Nico Douga el 21 de septiembre de 2007 usando a Miku para la voz. La versión completa se subió el 24 de septiembre de 2007 y desde entonces ha obtenido sobre un millón de visitas. La canción también fue posteada en el sitio web de distribución de videos "Muzie". Kajuki P lanzó la canción "Shooting Star" (シューティング☆スター?) el 23 de septiembre de 2007. Kz y Kajuki P continuaron sacando canciones en línea, lo que llevó al lanzamiento de su álbum Re:package en el Comiket 73 en diciembre de 2007. Re:package contenía sus canciones previas, además de otras nuevas sin lanzar.
Livetune debutó principalmente con la discográfica Victor Entertainment, con quienes sacaron su álbum en versión comercial Re:package el 27 de agosto de 2008. El álbum contenía tres canciones más que el original, así como la versión completa de "Over16bit!" y una versión nueva de "Packaged (piano ver.)". El álbum obtuvo la quinta posición en las listas semanas de Oricon tras vender 20.000 copias su primera semana. Livetune lanzó un álbum de remixes, Re:Mikus el 25 de marzo de 2009 bajo Victor Entertainment, que contenía canciones remezcladas de Re:package, así como cuatro canciones adicionales. Kajuki P dejó Livetune en marzo de 2009. Kz colaboró con la mangaka Masami Yuki para producir el álbum conceptual Crosslight, sacado a la venta el 26 de agosto de 2009. El álbum contenía canciones cantadas por Hatsune Miku y Gumi.
El primer sencillo de Livetune, "Kotchi Muite Baby/Yellow" (こっち向いて Baby/Yellow?), es un sencillo split con su compañero dōjin Ryo, de la banda Supercell; las dos canciones del sencillo aparecen en el videojuego Hatsune Miku: Project Diva 2nd. El sencillo salió al mercado por Sony Music Direct el 14 de julio de 2010 en Japón. Kz compuso la canción "Irony" interpretada por ClariS. La canción se usó como tema de apertura para la serie de anime Ore no Imōto ga Konna ni Kawaii Wake ga Nai; el sencillo de "Irony" salió el 20 de octubre de 2010.
A finales de 2010, una empresa de Shibuya, Tokio, "INCS toenter", estableció su principal discográfica, "TamStar Records", para músicos y artistas que hicieron su debut en línea como artistas dōjin. Livetune fue uno de los primeros grupos en unirse, incluyendo otros tales como Supercell, Gom, Rapbit y Nagi Yanagi. Livetune colaboró en un álbum recopilatorio llamado TamStar Records Collection Vol. 0, el cual salió en edición limitada en el Comiket 79, en diciembre de 2010.

## Discografía
|   | Fecha de salida      | Título                                                        | Tipo             | Discográfica                                | Posición en Oricon |
| - | -------------------- | ------------------------------------------------------------- | ---------------- | ------------------------------------------- | ------------------ |
| 1 | 28 de agosto de 2008 | Re:package                                                    | Álbum de estudio | Victor Entertainment VICL-62928, VICL-70077 | 5                  |
| 2 | 25 de marzo de 2009  | Re:MIKUS                                                      | Álbum de remixes | Victor Entertainment VICL-63271, VICL-70078 | 18                 |
| 3 | 14 de julio de 2010  | Kotchi Muite Baby/Yellow (Colaboración con Ryo, de Supercell) | Sencillo         | Sony Music Direct MHCL-1780 / MHCL-1781     | 9                  |

Otros
| Fecha de salida      | Título     | Tipo                                | Discográfica                    |
| -------------------- | ---------- | ----------------------------------- | ------------------------------- |
| 26 de agosto de 2009 | Crosslight | Álbum conceptual (Edición limitada) | LOiD (Hatch Entertainment Inc.) |

### Recopilaciones
| Año  | Canción                                                                        | Álbum                                                   | Notas | Ref.   |
| ---- | ------------------------------------------------------------------------------ | ------------------------------------------------------- | --- | ------ |
| 2009 | "Packaged"                                                                     | "Exit Tunes Presents Vocarhythm feat. Hatsune Miku"     | Un álbum que contiene canciones originales cantadas por Hatsune Miku.                                                   | [ 11 ] |
| 2009 | "Far Away", "Strobe Nights" "Star Story", "Last Night, Good Night", "Packaged" | "Hatsune Miku: Project DIVA"                            | Videojuego de ritmo que contiene cinco canciones de Livetune en el repertorio.                                          |        |
| 2009 | "Far Away", "Star Story"                                                       | "Hatsune Miku: Project Diva Original Song Collection"   | Banda sonora original del videojuego Hatsune Miku: Project Diva.                                                        | [ 12 ] |
| 2009 | "Packaged"                                                                     | "Hatsune Miku Best: Memories"                           | Dos álbumes de grandes éxitos conmemoranmdo el segundo aniversario de Hatsune Miku.                                     | [ 13 ] |
| 2009 | "Last Night, Good Night"                                                       | "Hatsune Miku Best: Impacts"                            | Dos álbumes de grandes éxitos conmemoranmdo el segundo aniversario de Hatsune Miku.                                     | [ 14 ] |
| 2009 | "Finder"                                                                       | "Exit Tunes Presents Shinkyoku o Utattemita"            | Un álbum que contiene canciones de Vocaloid cantadas por cantantes de internet. "Finder" está interpretada por Ritsuka. | [ 15 ] |
| 2010 | "Last Night, Good Night"                                                       | "Hatsune Miku DVD: Memories"                            | DVD con una colección de PVs de canciones de Hatsune Miku.                                                              |        |
| 2010 | "Finder" "Yellow"                                                              | "Hatsune Miku: Project Diva 2nd Nonstop Mix Collection" | Un álbum de recopilaciones del videojuego Hatsune Miku: Project Diva 2nd.                                               | [ 16 ] |
| 2011 | "Packaged"                                                                     | "VOCALOID BEST from Nico Nico Douga (Aka)"              | Dos álbumes de recopilaciones de canciones cantadas por Hatsune Miku y otros sintetizadores.                            | [ 17 ] |
| 2011 | "Yellow"                                                                       | "VOCALOID BEST from Nico Nico Douga (Ao)"               | Dos álbumes de recopilaciones de canciones cantadas por Hatsune Miku y otros sintetizadores.                            | [ 17 ] |

### Colaboraciones
| Año  | Canción                                               | Álbum                                   | Autor        | Notas | Ref.   |
| ---- | ----------------------------------------------------- | --------------------------------------- | ------------ | --- | ------ |
| 2008 | "Kinsei Jijitsu" (Arreglos)                           | "Dead Ball Project vol.2"               | Dead Ball P  | Álbum de Vocaloid | [ 18 ] |
| 2009 | "Haruka Naru Toki no Kanata e" (Arreglos)             | "Love SQ"                               | Square Enix  | Un álbum de remixes relacionado con videojuegos de Square Enix. "Haruka Naru Toki no Kanata e" es de Chrono Trigger. | [ 19 ] |
| 2009 | "Meari Hito" (Composición)                            | "Hen Janai, Tada no Shitsuren no Yō da" | Haruko Momoi | |        |
| 2010 | "Live A Live ~WARM A LIVE~LIVE OVER AGAIN" (Arreglos) | "Chill SQ"                              | Square Enix  | Un álbum de remixes relacionado con videojuegos de Square Enix. Kz compuso la canción con el alias "RE:NDZ"          | [ 21 ] |
| 2010 | "Hen Janai, Tada no Shitsuren no Yō da" (Arreglos)    | "Momo-i Reixes Akihaba Love"            | Haruko Momoi | Álbum de remixes. | [ 22 ] |
| 2010 | "Irony" (Composición, Arreglos, Letras)               | "Irony"                                 | ClariS       | La canción se usó como tema de apertura para la serie de anime Ore no Imōto ga Konna ni Kawaii Wake ga Nai.          |        |
| 2011 | "FINAL FANTASY Prelude" (Arreglos)                    | "More SQ"                               | Square Enix  | Un álbum de remixes relacionado con videojuegos de Square Enix. Kz compuso la canción con el alias "RE:NDZ"          | [ 23 ] |
| 2011 | "New World" (Composición, Arreglos, Letras)           | "New World"                             | Twill        | La canción se usó como segundo tema de apertura para la serie de anime Digimon Xros Wars.                            | [ 24 ] |